# 亚历克丝·威尔逊
亚历克丝·威尔逊（英語：Alex Wilson，1994年3月21日—），澳大利亚女子篮球运动员，场上位置是后卫。她曾代表澳大利亚参加2022年英联邦运动会三人篮球比赛，获得一枚铜牌。